# Feliks Krzemiński
Feliks Piotr Krzemiński (ur. 8 czerwca 1925 w Kisielewie, zm. ?) – polski rolnik i polityk, poseł na Sejm PRL VIII kadencji.

## Życiorys
Uzyskał wykształcenie podstawowe. Prowadził indywidualne gospodarstwo rolne. W 1956 wstąpił do Zjednoczonego Stronnictwa Ludowego, w którym zasiadał w plenum Powiatowego Komitetu w Sierpcu (od 1960 do 1962), pełnił funkcję prezesa Gromadzkiego Komitetu w Borkowie, a także był członkiem plenum Miejsko-Gminnego Komitetu w Sierpcu. W latach 1960–1967 był radnym Gromadzkiej Rady Narodowej w Borkowie, a potem w Sierpcu. W latach 1980–1985 pełnił mandat posła na Sejm PRL VIII kadencji w okręgu Płock. Zasiadał w Komisji Komunikacji i Łączności, Komisji Planu Gospodarczego, Budżetu i Finansów oraz w Komisji Obrony Narodowej.
Odznaczony Brązowym Krzyżem Zasługi.